# 7 Arts

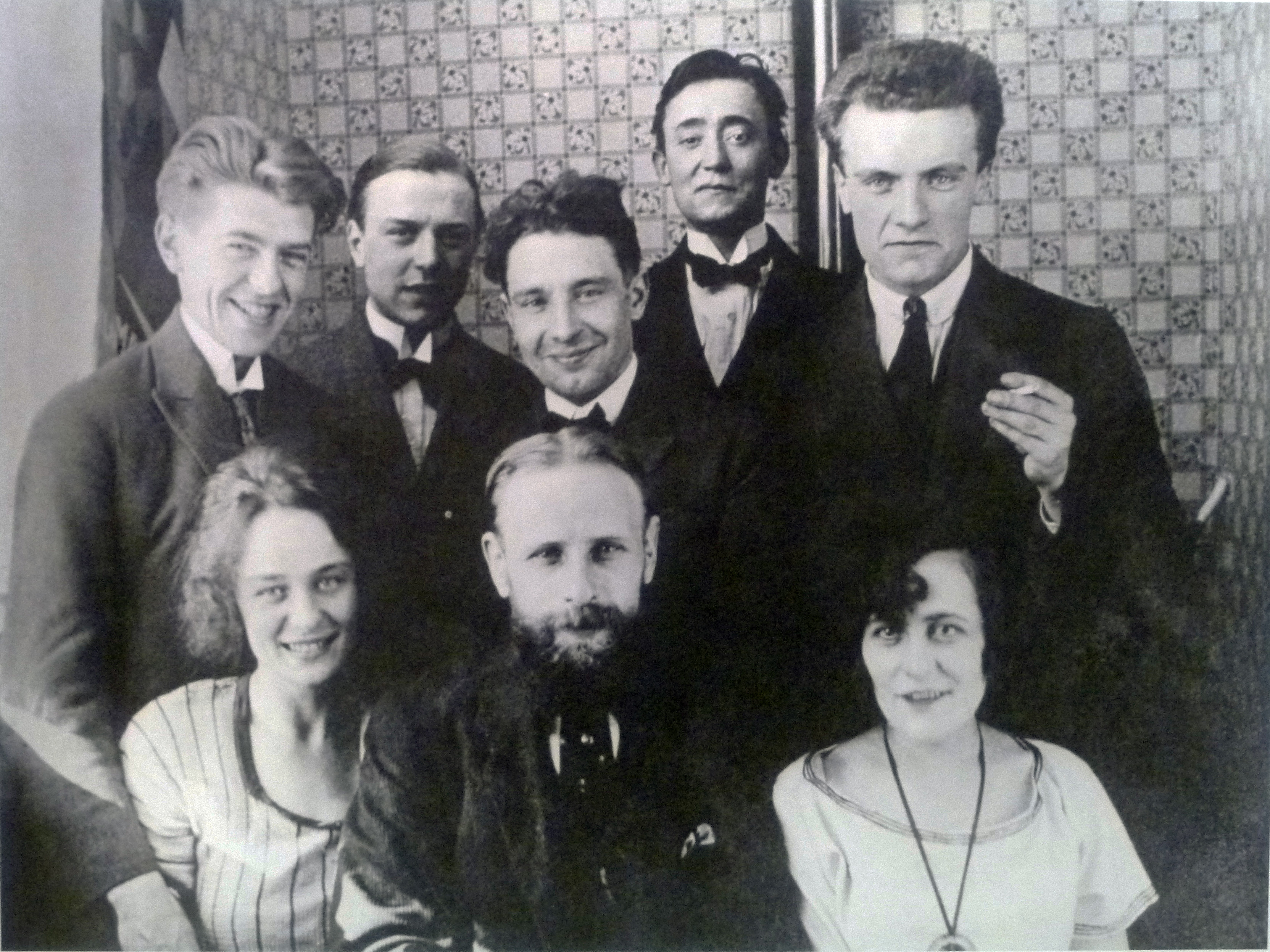
Chez Victor Servranckx, le jour du mariage de Georgette et René (juin 1922).
De gauche à droite : en haut, René Magritte, E. L. T. Mesens, Victor Servranckx, Pierre-Louis Flouquet, Pierre Bourgeois ; en bas, Georgette Berger, Pierre Broodcoorens, Henriette Flouquet.

7 Arts, sous-titrée « hebdomadaire d'information et de critique », est une revue d'artiste belge publiée de 1922 à 1928.
Elle est la première revue d'avant-garde bruxelloise défendant la plastique pure (déclinaison belge de l'abstraction géométrique portée par De Stijl). Elle naît quelques années après les revues anversoises ça ira et Het overzicht et fait de Bruxelles le deuxième pôle belge d'avant-garde après Anvers. 
Cette initiative moderniste est due à l'architecte Victor Bourgeois et à son frère poète Pierre Bourgeois. Les cofondateurs sont les artistes Pierre-Louis Flouquet, Karel Maes et le compositeur Georges Monnier, auxquels s'ajoutent de nombreux adeptes parmi lesquels René Magritte, Victor Servranckx, Marcel-Louis Baugniet, Felix De Boeck, Huib Hoste, Marc Eemans, Jean-Jacques Gaillard, Stanislas Jasinski, Marcelle Lacroix-Flagey (sous le pseudonyme de Jasinska à l'époque), ou encore Jozef Peeters,. Ce journal devient rapidement, comme Het Overzicht, une plateforme importante pour la promotion de la modernité en Belgique et en Europe, mais il connait une plus grande diffusion puisqu'il est publié en français, la barrière de la langue jouant un rôle moins important,. Ce serait par ailleurs dans cette publication que serait apparue pour la première fois l'expression « plastique pure » (zuivere beelding en néerlandais), sous l'inspiration de la conférence de Theo van Doesburg donnée à Bruxelles au Centre d'Art , (6 rue du Coudenberg) en février 1920, et à laquelle Georges Vantongerloo, Maurice Casteels, René Magritte, Pierre-Louis Flouquet, Victor Servranckx, Karel Maes, E. L. T. Mesens assistent,.
Cette revue hebdomadaire est plus durable que toutes les autres revues d'avant-garde belges puisque sa publication s'étend jusqu'en 1929. Elle est publiée de manière indépendante jusqu'en septembre 1928 et puis comme supplément au journal bruxellois l'Aurore jusqu'en mai 1929,. Chaque mois, 1 200 copies sont publiés. Au total, 156 numéros sortent, au travers de 6 saisons. Elle fait suite à d'autres périodiques comme les revues Le Geste, Demain Littéraire et Social et Au Volant qui font long feu, mais dont les équipes éditoriales se rassemblent pour créer 7 Arts.

## Contenu
7 Arts se présente comme un journal de grand format, de 4 à 8 pages, imprimé en noir et blanc, mais abondamment illustré de reproductions d’œuvres picturales, de photographies de bâtiments et de mobilier, de plans d’architecture, de partitions musicales et de très nombreuses gravures. La revue est pluridisciplinaire. Articles, manifestes, comptes rendus se proposent « de révolutionner, sans hiérarchie, les liens qui existent entre l’architecture, l’urbanisme, la littérature, le cinéma, les arts décoratifs, la musique et le théâtre et de rendre compte de l'actualité littéraire et artistique tant en Belgique qu’en Europe ». Avec le numéro inaugural en mai 1922, les auteurs affirment que « l'art est un moyen d'expression de la vie moderne et que l'art abstrait y joue un rôle prépondérant ». La ligne éditoriale est progressiste et socialiste.  
Deux disciplines tiennent le haut du pavé : l'architecture et le cinéma. Le cinéma est un art nouveau qui intéresse particulièrement les auteurs parce qu'il est considéré comme une synthèse de diverses disciplines artistiques qui peut facilement atteindre les masses.   
En ce qui concerne l'architecture, le concept de Constructivisme se concrétise avec des projets architecturaux qui intègrent plusieurs disciplines artistiques. C'est d'ailleurs l'une des singularités de la revue. On peut citer notamment le projet architectural de la Cité Moderne de Victor Bourgeois (1922) en collaboration avec Flouquet, De Boeck, Peeters, Servranckx et Mae et qui est repris en exemple dans le périodique.  
7 Arts ambitionne de « faire pénétrer la modernité dans tous les aspecte de la vie urbaine ». Les artistes veulent que la plastique pure s'immisce dans toutes les dimensions de la vie. C'est pourquoi l'une des rubriques de la revue, le Carnet du citadin, propose de décrire la ville et tous ses éléments modernes à travers la promenade (concept qui reprend l'idée du flâneur de Walter Benjamin, mais en est une version plus prolétarienne). Les auteurs (Victor et Pierre Bourgeois, et Pierre-Louis Flouquet) y décrivent les bruits de la ville, l'éclairage public, les enseignes lumineuses, l'aménagement urbain, mais aussi les devantures de magasin. Le mouvement urbain prend aussi une part importante dans la chronique, que ce soit au travers de la vivacité de la vie artistique et culturelle mais aussi de la vitesse des voitures, ce qui n'est pas sans rappeler le futurisme italien.   

## Diffusion et réception
Le périodique se diffuse dans toute l'Europe, et les rédacteurs entretiennent des relations avec les membres des groupes d'avant-gardes d'autres pays : De Stijl aux Pays-Bas, Der Sturm et le Bauhaus en Allemagne, Il Futurismo en Italie ou L’Esprit nouveau en France. Après la fin de la revue, Flouquet qualifiera 7 Arts d’« organe de doctrine et de combat » le plus important du mouvement moderne en Belgique. 
Les artistes du groupe profitent des salons et exposition internationales pour montrer leur savoir-faire à un large public. Ils présentent ainsi leurs réalisations lors du Salon de la Lanterne sourde à Bruxelles en 1923 et à la Biennale des Arts décoratifs de Monza en 1925. 
Le Salon de la Lanterne sourde Les arts belges d'esprit nouveau, s'est tenu au Palais d'Egmont à Bruxelles en 1923 et le groupe 7 Arts y présente un stand 7 Arts, L'équerre conçu par Victor Bourgeois et présentant les œuvres de Pierre-Lous Flouquet, Karel Maes, Jozef Peeters, Felix De Boeck et Victor Servranckx. Une copie de ce stand a été réalisée en noir et blanc à partir de documents d'époques par la Fondation CIVA lors de l'exposition 7 Arts, avant-garde belge (1922-1928) en février 2020.
À la Biennale des Arts décoratifs de Monza en Italie qui s'est tenue en 1925, les artistes y tiennent un stand belge intitulé Arte astratta e plastica pura présentant notamment deux chaises et un bureau de Victor Bourgeois, des toiles de Jozef Peeters, de Jasinska, de Jean-Jacques Gailliard et Karel Maes, des compositions graphiques de Marc Eemans et d’Émile Henvaux, une lampe de Marcel-Louis Baugniet, une sculpture de Victor Servranckx et un tapis de Jean Norbert Cockx.

### Détracteurs
Tout le monde n'est pas partisan de la pluridisciplinarité des arts. René Magritte n'est pas séduit par cette conception artistique globale et considère que l'architecture n'est pas un art. Magritte est proche des membres du groupes 7 Arts. Il a notamment fait ses armes à l'Académie royale des beaux-arts de Bruxelles aux côtés de Karel Maes, Victor Servranckx et également Pierre-Louis Flouquet, avec lequel il a partagé un atelier à Bruxelles, rue des Alexiens, jusqu'en 1919. Mais il ne fait pas partie des membres du groupe constitué autour de la revue. En 1922, il écrit le texte L'Art pur, défense de l'esthétique avec Victor Servranckx, et dans lequel ils affirment qu'on ne peut exprimer la plastique pure qu'au moyen de la peinture,. Magritte peint alors dans un style dit cubo-futuriste, il franchit le pas de l'abstraction au début des années 1920, avant de se tourner vers le surréalisme après avoir découvert le tableau Le chant d'Amour de Giorgio De Chirico en 1923. 

D'autres artistes déconsidèrent la plastique pure et l'art moderne. Le poète Paul Nougé publie en 1924 un faux prospectus d'annonce de la revue qui se moque des auteurs et de leur programme dans un style annonciateur du surréalisme : 

« Ce qui devait arriver est arrivé : Aujourd'hui s'ouvre la campagne 1924-1925 et 7 ARTS, Hebdomadaire d'Information et de Critique N° 1  À nos intrépides lecteurs, à nos abonnés, point n'est besoin d'attirer à nouveau leur attention sur l'étonnante virilité (stabilité) de notre organe. Ses démarches ferventes et précises, son passé son avenir rigoureusement défini en la perfection même d'un mécanisme purement moderne […] »

La même année, Paul Nougé réitère ses moqueries à l'égard de 7 Arts aux côtés de Camille Goemans et de Marcel Lecomte dans le premier numéro de Correspondance, intitulé bleu 1 et pastiche une enquête sur le modernisme, : 

« Regarder jouer aux échecs, à la balle, aux sept arts nous amuse quelque peu, mais l'avènement d'un art nouveau ne nous préoccupe guère. L'art est démobilisé par ailleurs, il s'agit de vivre. Plutôt la vie dit la voix d'en face »

.

## Volumes

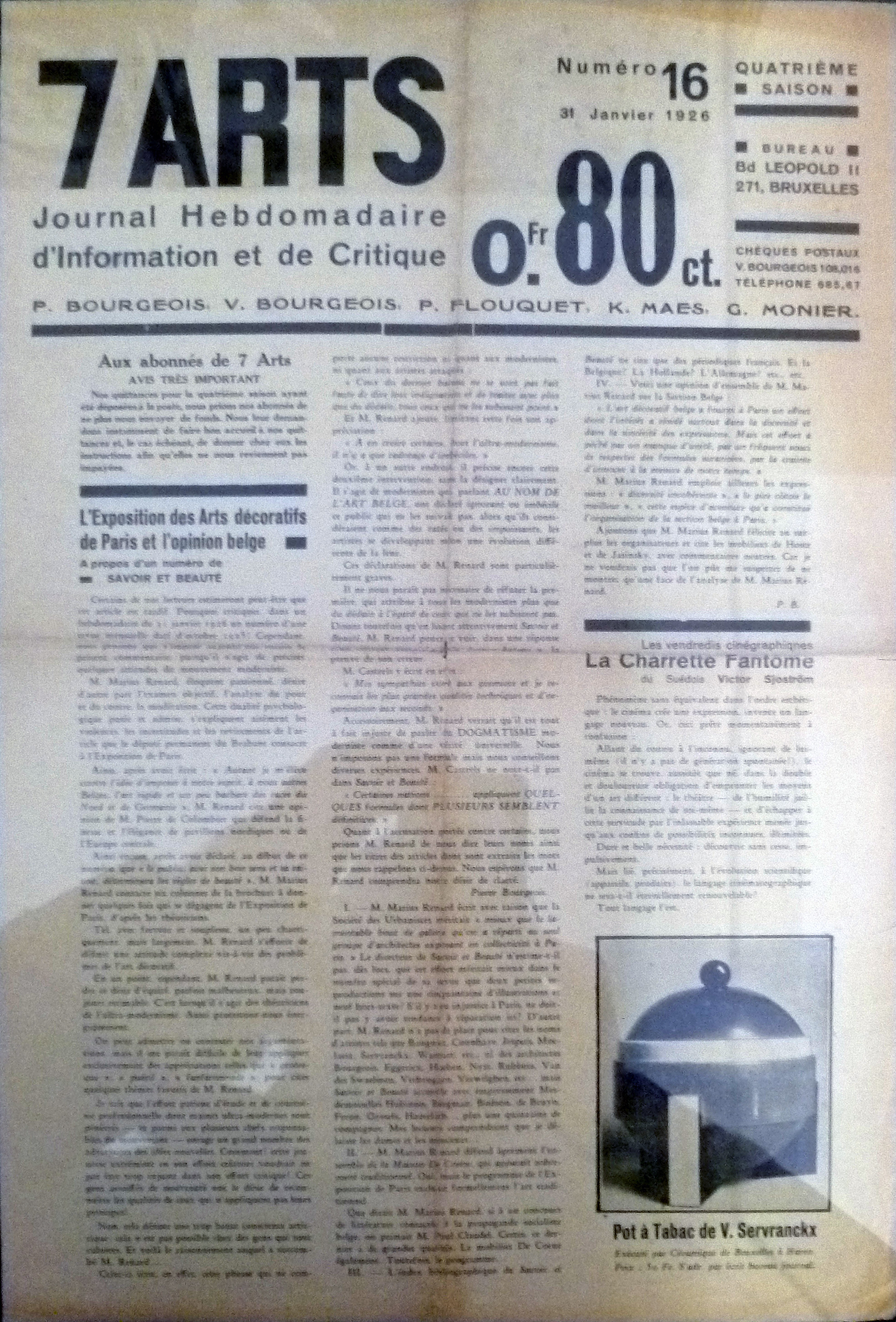
no 16, janvier 1926.

Ci-dessous, la liste des volumes publiés de 1922 à 1928 :
- 1922 (1re saison), no 1 à 9 ;
- 1923 (1re saison), no 10 à 25 ;
- 1923 (2e saison), no 1 à 12 ;
- 1924 (2e saison), no 13 à 30 ;
- 1924 (3e saison), no 1 à 8 ;
- 1925 (3e saison), no 9 à 25 ;
- 1925 (4e saison), no 1 à 11 ;
- 1926 (4e saison), no 12 à 25 ;
- 1926 (5e saison), no 1 à 7 ;
- 1927 (5e saison), no 8 à 25 ;
- 1927 (6e saison), no 1 à 8 ;
- 1928 (6e saison), no 9 à 26.